# イングリッシュ・バロック・ソロイスツ
イングリッシュ・バロック・ソロイスツ（英語: English Baroque Soloists）は、イギリス・ロンドンを拠点とする古楽器オーケストラである。日本語では「イギリス・バロック管弦楽団」の表記で呼ばれることもある。

## 沿革・概要
ジョン・エリオット・ガーディナーが1968年に設立した現代楽器使用のモンテヴェルディ管弦楽団を前身として1978年に設立。同じくガーディナーが1964年に設立したモンテヴェルディ合唱団としばしばと共演する。
レパートリーはモンテヴェルディからモーツァルトまでで、それ以降の古典派・ロマン派音楽はオルケストル・レヴォリューショネル・エ・ロマンティークが担当する。

## 録音
代表的なレコーディングは、モンテヴェルディ・シリーズ、バッハのカンタータ全曲集や宗教曲、ヘンデルの宗教曲、モーツァルトのオペラや宗教曲、マルコム・ビルソン独奏でモーツァルトのピアノ協奏曲集などがある。